# Dominic Howard
Dominic James Howard (Stockport, Gran Manchester, 7 de desembre de 1977) és el bateria i percussionista del grup britànica Muse.

## Biografia
Howard va néixer en Stockport, no gaire lluny de Manchester. El 1986, es va mudar amb la seva família a Teignmouth, un petit poble de la costa del comtat de Devon.
Va començar a tocar la bateria als 11 anys, quan va quedar impressionat per un grup de jazz que va tocar en la seva escola. També toca una mica la guitarra i també una mica el teclat de la seva germana major a l'edat de 5 anys. També gràcies a ella, que assistia a l'escola d'art, va començar a tenir els seus primers contactes amb el món artístic, tot i que no tenia res a veure amb el seu futur treball. Com ell va dir en una entrevista: "Quan era noi, la música era una cosa que escoltava a la televisió".
La primera banda de Howard es va anomenar "...Carnage Mayhem and this is a Michael Jackson song". Més tard coneix a Matthew Bellamy a l'escola, i en abandonar el lloc de guitarrista en la banda del primer, Bellamy entra en el seu lloc. Després de dos anys, (i amb la banda rebatejada com "Gothic Plague") només Howard i Bellamy queden fixos en la banda, fins que se'ls uneix com a la baixa un bateria d'una banda anomenada "Fixed Penalty", Chris Wolstenholme. Junts formen The Rocket Baby Dolls, nom que després canviarien pel de Muse.
El 27 de juny de 2004, Muse es trobava en una de les seves actuacions més extraordinàries, com l'acte de tancament del prestigiós Festival de Glastonbury, concert que Bellamy va qualificar com "el millor de les seves vides". Bill Howard, pare de Dominic, un dels grans admiradors de la banda, va anar a veure'ls i poc després de la finalització del xou, va morir d'un atac cardíac. Aquest fet gairebé va dur a la banda a la seva separació, però el continu suport de la seva família i els seus col·legues envers Dom, van fer que aquest es recuperés i Muse continués la seva gira.

## Curiositats
Howard és esquerrà, per això situa el seu equip de manera que els plats hi-hat quedin a la seva dreta i el tom tom de terra a la seva esquerra. Howard és reconegut per les seves actuacions en viu, ja que en tots els seus shows disposa d'un micròfon propi exclusivament per a saludar al públic, ja que no posseïx una bona veu. Es diu l'anècdota que durant l'enregistrament de Absolution, mentre els tres membres assajaven els cors per a la cançó "Blackout", els tècnics notaven que algú desafinava, pel que més tard Howard va ser relegat d'aquesta tasca. Fins a la data, les úniques cançons en les que ha cantat en la banda, ha estat el cor de la tornada del cover de Frankie Valli "Can't Take My Eyes Of You", i més tard a Supermassive black hole.